# Contador de bicicletas

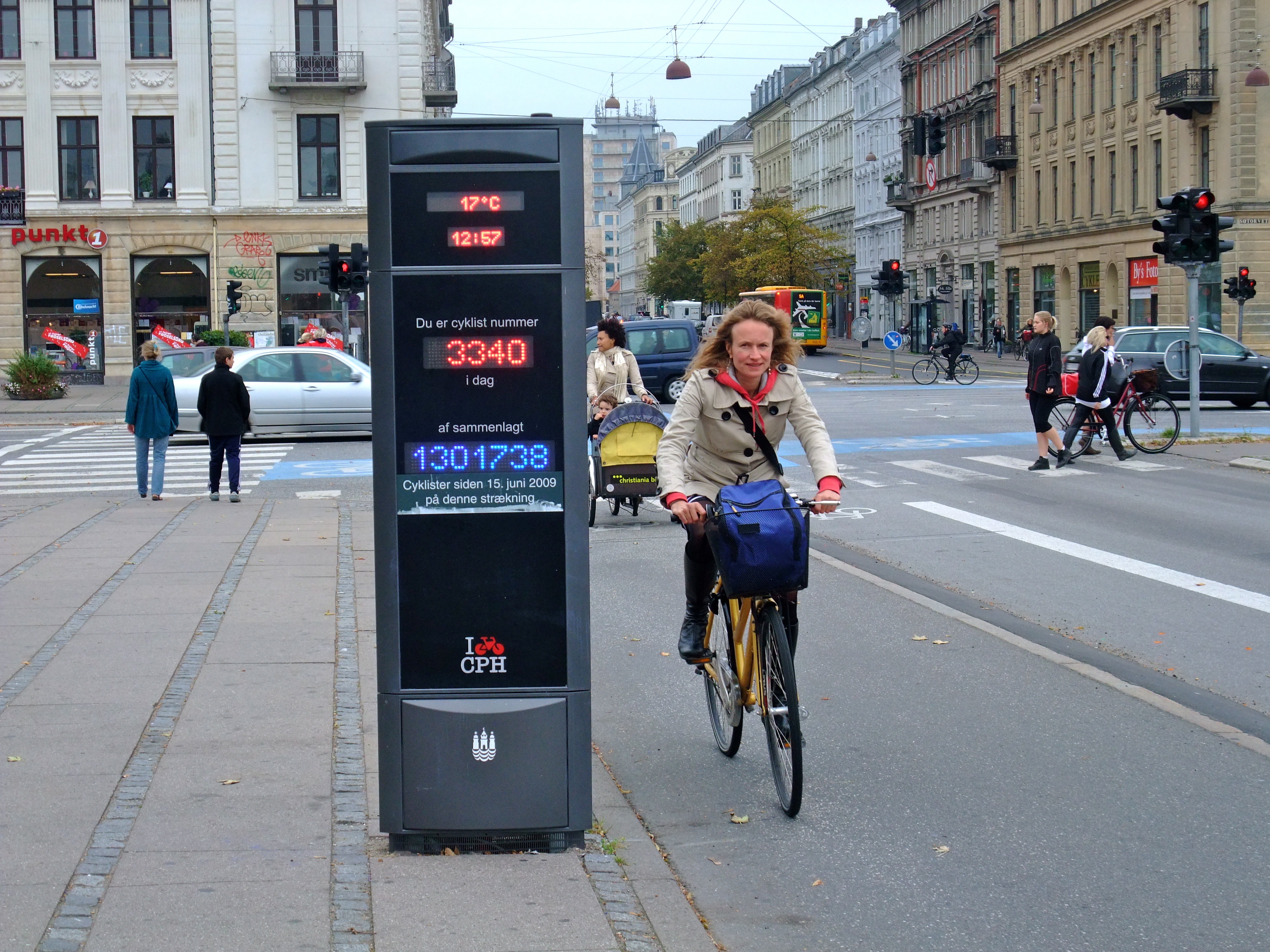
Un contador de bicicletas muestra el número ciclistas que han transitado en una vía de Copenhague, Dinamarca.

Los contadores de bicicleta o estaciones de conteo de bicicletas son dispositivos electrónicos que detectan el número de bicicletas que transitan por una ubicación y periodo de tiempo específicos. Algunos contadores más avanzados pueden detectar la velocidad, dirección y tipo de bicicletas. Estos sistemas son a veces llamados barómetros de bicicleta, aunque este término es engañoso y no se recomienda ya que implica una medida de presión. La mayoría de las estaciones de conteo de bicicletas constan de sensores y un dispositivo de cómputo interno; algunos utilizan adicionalmente pantallas para mostrar el número total de ciclistas que han circulado el día y el año actual. Hay estaciones de conteo en todo el mundo en centenares de ciudades, por ejemplo en Mánchester, Zagreb, o en Portland. La primera estación de conteo de bicicletas fue instalada en Odense, Dinamarca, en 2002.

## Beneficios
Los contadores de bicicleta están siendo instalados principalmente para asistir en la planificación de ciudades con datos fiables sobre el uso de bicicleta y su evolución. Además, las estaciones de conteo de bicicletas se dice crean conciencia sobre el ciclismo como modo de transporte, animan a más personas al uso de sus bicicletas, y dan validación y reconocimiento a los ciclistas.
No existen hasta el momento estudios representativos sobre el impacto de los contadores de bicicleta en los ciudadanos, pero existen algunas indicaciones empíricas tempranas en cuanto a que las visualizaciones de tráfico de bicicletas pueden «convertirse en medios de comunicación apropiados para compartir, discutir, y coproducir datos socialmente relevantes».

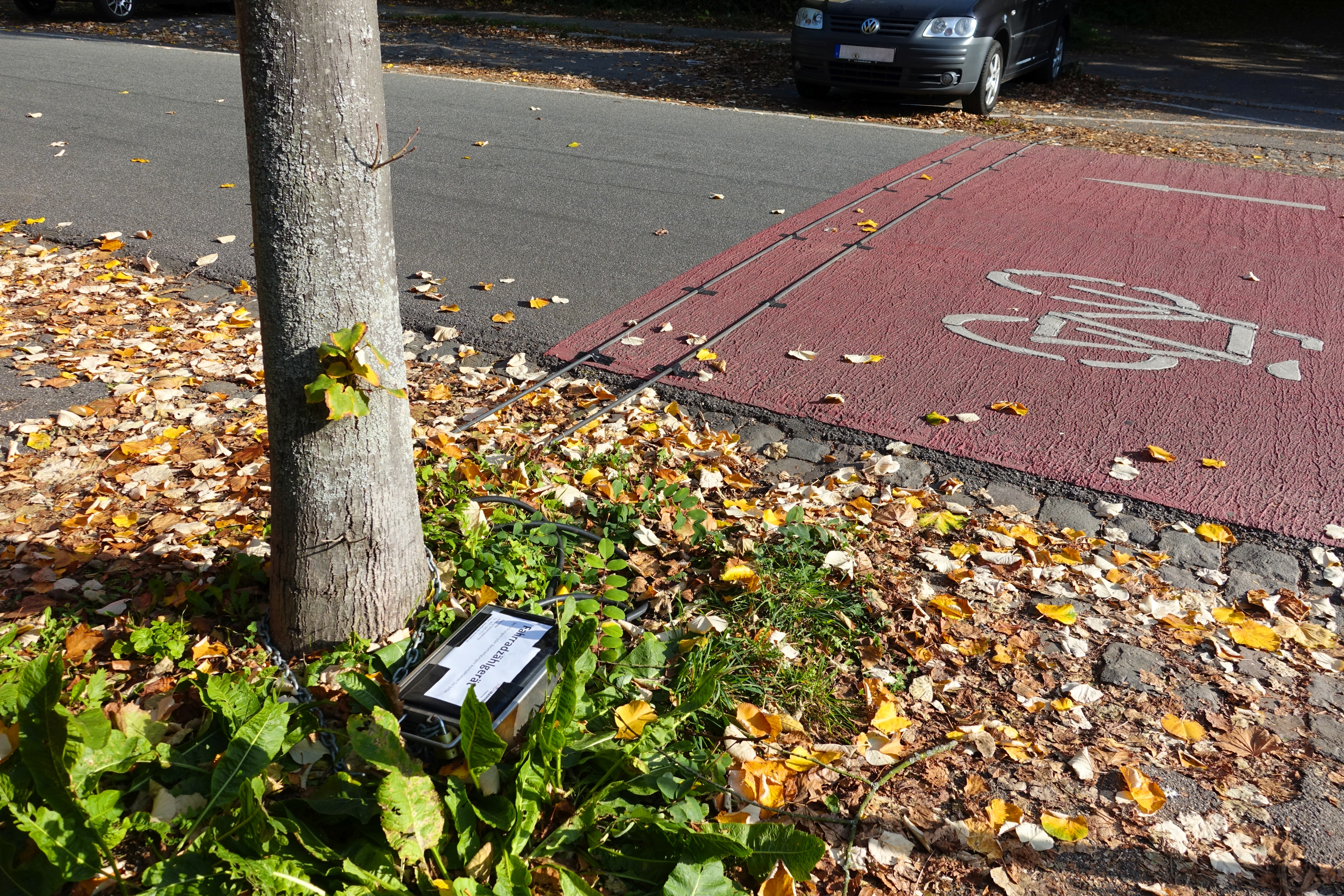
Un contador de bicicletas en Mannheim, Alemania con mangueras neumáticas para detectar el número de ciclistas.

Para aumentar su visibilidad, los contadores de bicicleta son instalados usualmente en lugares de alto volumen de tráfico y de visibilidad a una amplia gama de usuarios de las vías.

Los contadores de bicicletas han sido llamados visualizaciones urbanas y cumplen ciertos criterios de inteligencia ambiental, como ser embebidos, conscientes del contexto y adaptativos. Pueden ser descritos como tecnología persuasiva.
«A través de la tecnología sensorial, una pantalla puede actuar como herramienta que aumenta la capacidad de capturar un comportamiento (p. ej., midiendo el consumo de energía residencial, el uso de bicicleta, etc.); a través de su presentación visual, puede funcionar como medio que proporciona información útil, como estadísticas de comportamiento o relaciones causa-efecto; y a través de su capacidad de interconexión, pueda convertirse en actores sociales, reforzando la retroalimentación comunicativa y la interacción social».

## Tecnología de detección
Diferentes técnicas se utilizan para la detección y conteo de bicicletas, tales como los bucles de inducción, cintas piezoeléctricas, mangueras neumáticas, sensores infrarrojos o cámaras. Cada uno tiene diferentes ventajas, tales como más precisión del conteo, duración de la batería, reducción de costoso diferenciación diferentes usuarios de la vía como ciclistas, peatones o coches. Pruebas independientes ha mostrado que los tubos neumáticos pueden detectar y contar ciclistas con más de 95 % exactitud y los sensores piezoeléctricos logran 99 % de exactitud. Los fabricantes declaran una precisión de 90 % para bucles de inducción.

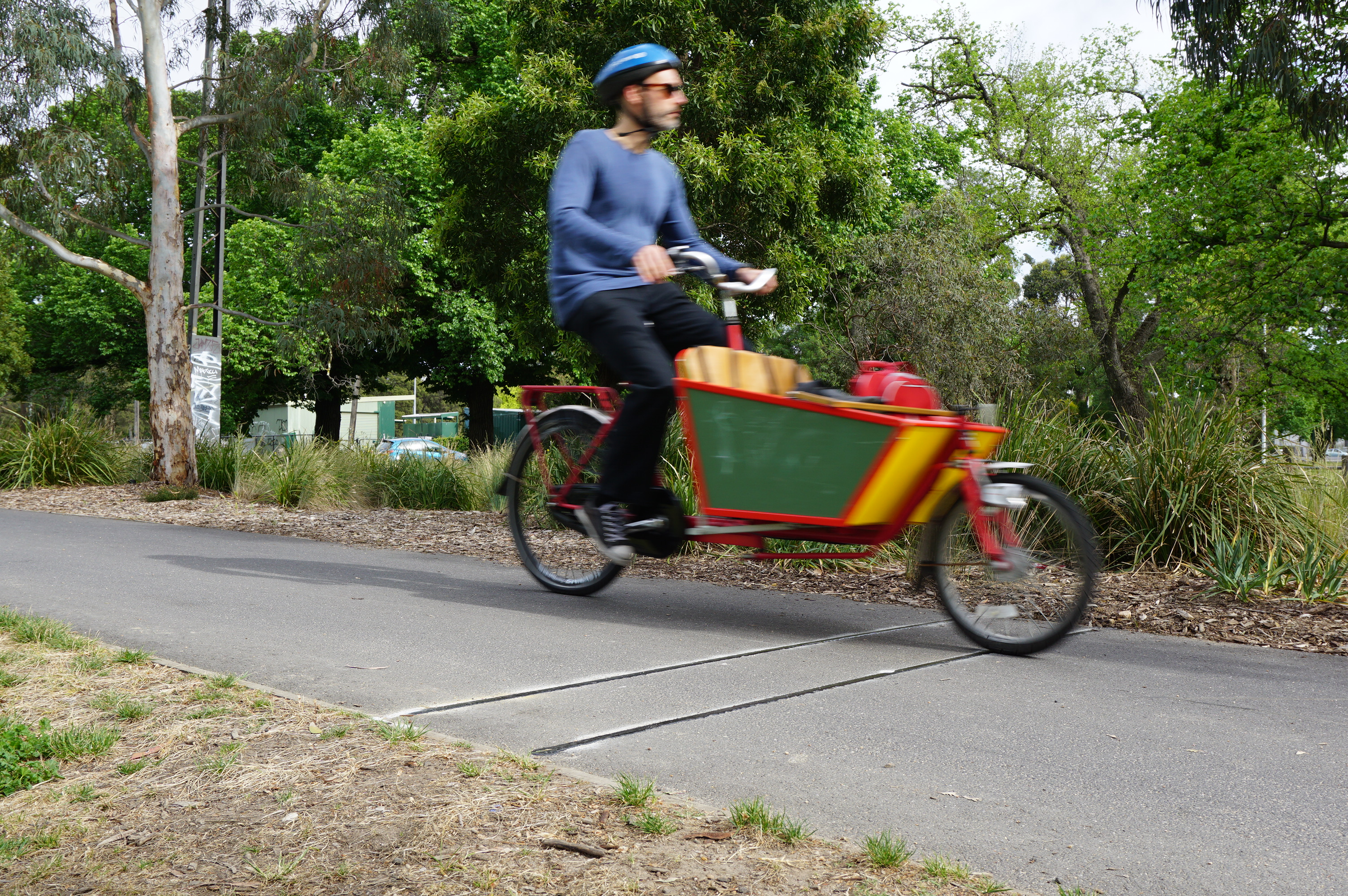
Contador piezoeléctrico de bicicletas en Haarlem, Países Bajos

## Conteo automático
A diferencia del conteo manual u otras intervenciones donde los ciudadanos capturan y registran datos manualmente, las estaciones de conteo de bicicletas automáticamente sobre los ciudadanos. Los sistemas de conteo automático son usualmente más baratos y precisos que los conteos manuales hechos por personas.
Ya que usan tecnología de comunicación en el contexto urbano, los contadores de bicicleta pueden ser contados como tecnología de ciudad inteligente, informática urbana o cómputo urbano. La mayoría de actores que instalan contadores de bicicleta, sean estos gubernamentales o no, propocionan el número de ciclistas registrados como datos abiertos.

### Uso creativo de los datos
En algunas ciudades, como Bonn o Lahti, se celebra a los ciclistas que elevan la cuenta a un número redondo (como por ejemplo, el ciclista número 100.000 en pasar por un sitio). También se puede hacer uso creativo de los datos generados por estaciones de conteo, como pantallas de información urbana qué incluyen número de ciclistas diarios, precipitación y temperatura.

## En Latinoamérica
- En México, se instaló el primer contador de bicicletas de ese país y de Latinoamérica en noviembre de 2013. Una pantalla numérica de LEDs indica el número de ciclistas que transitan cada día, y una barra tipo barómetro se representar le cuenta acumulada del año (calibrada a 1.5 millones de ciclistas).[23]
- En Chile, los primeros siete contadores de bicicletas del país se inauguraron en Santiago de Chile el 29 de julio de 2017, constatando 137.094 traslados en sus primeros 10 días de operación.[24]
- En Colombia, el primer contador de bicicletas de Bogotá fue instalado el 23 de julio de 2002, luego de su donación por el embajador de Dinamarca, Mogens Pedersen, a la ciudad.[25]

## Críticas
En algunos países, ha habido críticas con respecto a la precisión del conteo y el costo de los contadores de bicicleta como un gasto innecesario de los impuestos (14000-31000€).

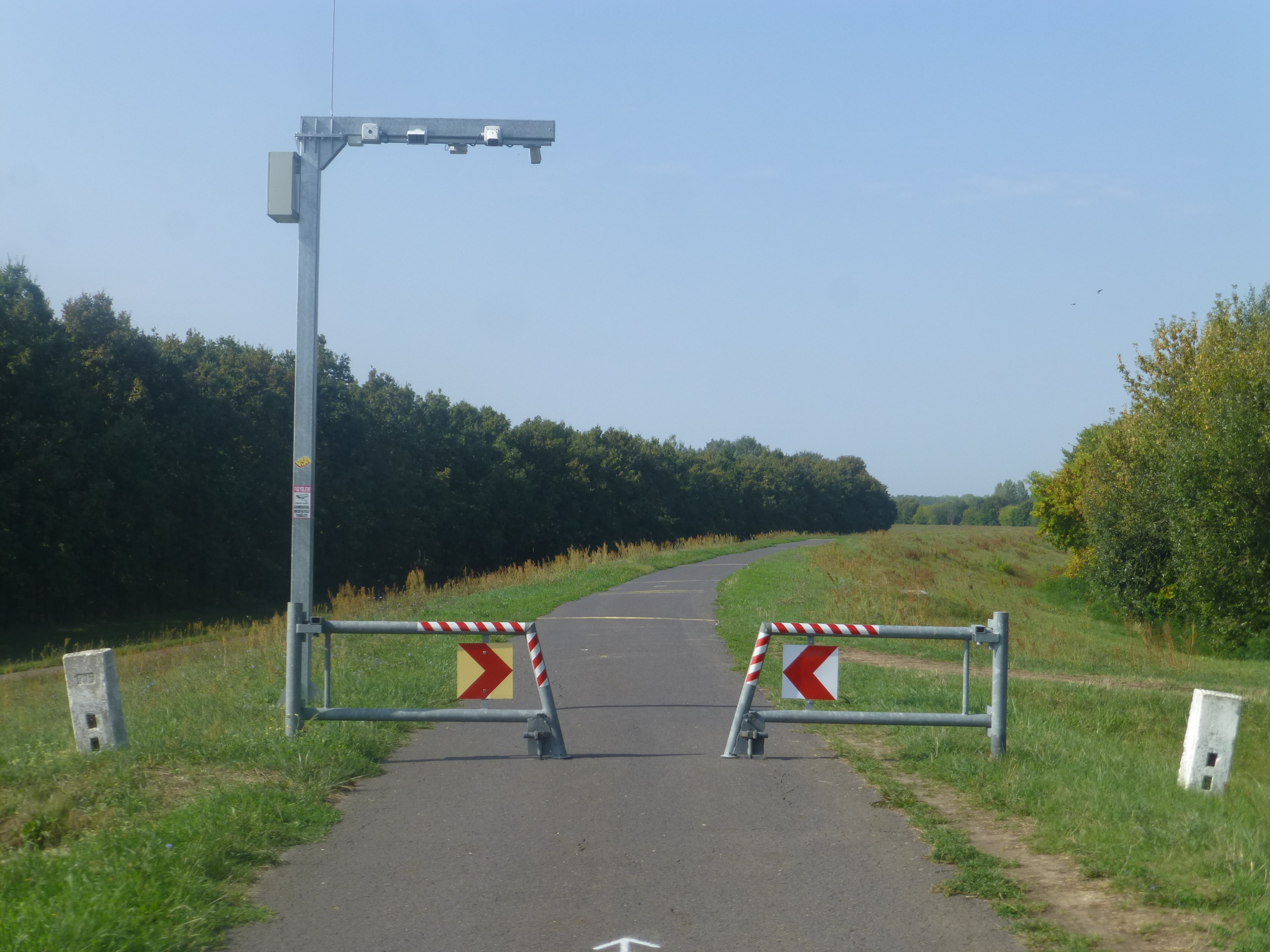
Paso angostao en el Tisza Cycleway en Hungría con cámaras para contar ciclistas.

## Véase también

El equipo técnico de un contador de bicicletas y peatones en una ciclorruta, utilizando un sensor infrarrojo en Burlington.